# Parrocchia di Saint Elizabeth
Saint Elizabeth Parish, ovvero Parrocchia civile di Saint Elizabeth, è una delle quattordici Parrocchie civili della Giamaica, è situata nella parte più sud-occidentale dell'isola e fa parte della Contea di Cornwall con 151.484 abitanti (dato 2009).
Oltre al capoluogo Black River, i centri maggiori sono Santa Cruz, Malvern, Junction, Balaclava, Prospect e Southfield.